# 屈伦博赫
屈伦博赫（荷蘭語：Culemborg）（原亦拼写为Kuilenburg或Kuylenburgh）是荷兰海尔德兰省的一个城市和市镇，坐落于莱克河（Lek）以南。
该城市于1315年获得城市权。